# Camille Dareste de La Chavanne
Camille Dareste de La Chavanne, né à Paris le 23 novembre 1822 et mort dans cette même ville le 10 janvier 1899, est un zoologiste français, docteur en médecine et en sciences naturelles, chargé de cours d'ichtyologie et d'herpétologie au Muséum d'histoire naturelle, directeur du laboratoire de tératologie de l'École pratique des Hautes Études.

## Biographie
Frère d'Antoine et Rodolphe Dareste de La Chavanne, et élève de Isidore Geoffroy Saint Hilaire, il est d'abord professeur à la Faculté des sciences de Lille à partir de 1860, successeur de Henri de Lacaze-Duthiers à la chaire de sciences naturelles. Il est ensuite directeur d'un laboratoire à l'École pratique des hautes études à Paris.
Sa vie scientifique sera consacrée à l'étude de la genèse des monstruosités. Les travaux de Camille Dareste marquent un tournant dans l’histoire de l’embryologie comme une volonté de production systématique de « monstruosités » (aviaires). Il va donc au-delà de l’embryologie descriptive normale que le XIXe siècle avait déjà largement étudié. Il préfigure la recherche endocrinologique et pharmacologique du XXe siècle.
Ami du physicien Charles d'Almeida, il va s'adresser à ce dernier pour utiliser des thermomètres thermo – électriques. M. d’Almeida a donc construit lui-même une pince thermo – électrique très sensible dans la température des œufs de gallinacés.

## Œuvres
- Recherches sur la production artificielle des monstruosités, ou, Essais de Tératogénie expérimentale (1891) (lire en ligne)
- Recherches sur la classification des poissons de l'ordre des Plectognathes. Suivi de Examen de la place que doit occuper, dans la classification, le poisson décrit par S. Volta sous le nom de Blochius longirostris, Paris, L. Martinet, 1850 (lire en ligne)